# Đổng Quyết
Đổng Quyết (chữ Hán: 董厥, ? - ?), tự Cung Tập (龚袭), người quận Nghĩa Dương  , quan viên, tướng lãnh nhà Thục Hán thời Tam Quốc.

## Cuộc đời
Không rõ thiếu thời của Quyết, ông được biết đến đầu tiên với tư cách là liêu tá của Thục Hán thừa tướng Gia Cát Lượng. Lượng có đặc quyền Khai phủ, lấy Quyết trước sau làm Lệnh sử, Chủ bộ. Khi Quyết làm Lệnh sử, được Lượng đánh giá cao .
Sau khi Lượng mất (234), Quyết dần làm đến Thượng thư bộc xạ, phong tước Nam hương hầu. Thượng thư lệnh Trần Chi mất (259), Quyết được thay thế chức vụ của ông ta  . Năm 261, Quyết được thăng làm Phụ quốc đại tướng quân, cùng Hành đô hộ, Vệ tướng quân Gia Cát Chiêm đều được kiêm Bình thượng thư sự; Phàn Kiến thay ông làm Thượng thư lệnh  . Từ đây Chiêm, Quyết, Kiến cùng nhau nắm chánh sự của nhà Thục Hán.
Trong thời gian Chiêm, Quyết, Kiến cầm quyền, bởi hoạn quan Hoàng Hạo được Thục Hán Hậu chủ tín nhiệm, họ chấp nhận bỏ qua những việc làm sằng bậy của Hạo . Năm 262, Chiêm, Quyết, Kiến cho rằng Khương Duy ham gây chiến mà không nên công trạng gì, bèn dâng biểu lên Hậu chủ, triệu ông ta về làm Ích Châu thứ sử, nhằm đoạt binh quyền của Duy .
Năm 263, quân Ngụy tấn công Thục Hán, Quyết cùng Xa kỵ tướng quân Trương Dực đem quân đi Dương An quan khẩu, làm ngoại viện cho các lũy ở tiền tuyến. Dực, Quyết muốn đi Âm Bình, nghe tin tướng Ngụy là Gia Cát Tự nhắm đến Kiến Uy, bèn dừng lại đón đánh ông ta, ở đấy hơn tháng . Sau đó Khương Duy lui về Âm Bình, muốn cứu viện Quan Thành, nghe tin nơi ấy thất thủ; giữa đường Duy gặp Liêu Hóa và bọn Dực, Quyết, bèn cùng nhau quay về Kiếm Các, kháng cự Chung Hội .
Bọn Duy nghe tin Gia Cát Chiếm tử trận, nhưng chưa biết tình hình của Hậu chủ. Đến khi nhận sắc lệnh đầu hàng, bọn Duy cùng nhau đầu hàng Chung Hội . Mùa xuân năm sau, Quyết cùng quần thần theo Hậu chủ đến Lạc Dương, được làm Tướng quốc tham quân; mùa thu năm ấy, được làm Tán kỵ thường thị, nhận lệnh quay về Thục úy lạo .
Không rõ hậu sự của Quyết.

## Khảo chứng
1. ^  Trần Thọ trước, Bùi Tùng Chi chú – Tam quốc chí quyển 35, Thục thư 5 – Gia Cát Lượng truyện dẫn Tấn Bách quan biểu: Đổng Quyết tự Cung Tập, cũng là người Nghĩa Dương...
2. ^  Trần Thọ trước, Bùi Tùng Chi chú – Tam quốc chí quyển 35, Thục thư 5 – Gia Cát Lượng truyện: Đổng Quyết ấy, thời thừa tướng Lượng làm Phủ lệnh sử, Lượng đề cao ông ta rằng: "Đổng lệnh sử, quan giỏi đấy. Tôi thường cùng ông ấy nói chuyện, (ông ấy) suy nghĩ cẩn thận rồi xử lý mau lẹ." Dời làm chủ bộ. Sau khi Lượng mất, dần thăng đến Thượng thư bộc xạ, thay Trần Chi làm Thượng thư lệnh, thăng Đại tướng quân, Bình đài sự, còn người Nghĩa Dương là Phàn Kiến thay (làm Thượng thư lệnh).
3. ^  Thường Cừ – Hoa dương quốc chí quyển 7 – Lưu Hậu chủ chí, tiết 6: Năm (Cảnh Diệu) thứ 2,... Mùa thu, ngày bính tý tháng 8, Lĩnh trung hộ quân Trần Chi mất. Thụy là Trung hầu. Chi tại triều, trên hiếm khi có chủ trương, dưới tiếp tay cho yêm hoạn (tức Hoàng Hạo), Hậu chủ rất hài lòng. Lấy Bộc xạ Nam hương hầu Đổng Quyết làm Thượng thư lệnh.
4. ^  Trần Thọ trước, Bùi Tùng Chi chú – Tam quốc chí quyển 35, Thục thư 5 – Gia Cát Lượng truyện: Chiêm tự Tư Viễn... Năm Cảnh Diệu thứ 4, làm Hành đô hộ vệ tướng quân, cùng Phụ quốc đại tướng quân Nam hương hầu Đổng Quyết đều làm Bình thượng thư sự.
5. ^  Trần Thọ trước, Bùi Tùng Chi chú – Tam quốc chí quyển 35, Thục thư 5 – Gia Cát Lượng truyện: Từ khi (Gia Cát) Chiêm, (Đổng) Quyết, (Phàn) Kiến thống sự, Khương Duy thường chinh phạt ở ngoài, hoạn nhân Hoàng Hạo lộng quyền càn rỡ, (Chiêm, Quyết, Kiến) cùng nhau bao che, không thể chỉnh đốn (triều chánh).
6. ^  Trần Thọ trước, Bùi Tùng Chi chú – Tam quốc chí quyển 35, Thục thư 5 – Gia Cát Lượng truyện dẫn Tôn Thịnh – Dị đồng ký: Bọn Chiêm, Quyết cho rằng Duy hảo chiến vô công, quốc nội mệt mỏi, nên dâng biểu lên Hậu chủ, triệu về làm Ích Châu thứ sử, đoạt binh quyền của ông ta...
7. ^  Tư trị thông giám quyển 78 – Ngụy kỷ 10: Người Hán nghe tin quân Ngụy sắp đến, bèn khiển Liêu Hóa đem quân đến Đạp Trung, làm kế viện cho Khương Duy, bọn Trương Dực, Đổng Quyết đến Dương An quan khẩu, làm ngoại trợ cho các lũy. Đại xá, cải nguyên Viêm Hưng. Sắc các lũy đều không được chiến, lui về giữ 2 thành Hán, Nhạc, trong thành đều có 5000 quân. Dực, Quyết bắc tiến đến Âm Bình, nghe tin Gia Cát Tự sắp nhắm đến Kiến Uy, (Dực, Quyết) dừng lại hơn tháng để đợi ông ta.
8. ^  Tư trị thông giám quyển 78 – Ngụy kỷ 10: Duy nhân đó về đến Âm Bình, tập hợp tướng sĩ, muốn đi Quan Thành; chưa đến, nghe tin nơi ấy đã phá, lui đi Bạch Thủy, gặp bọn Liêu Hóa, Trương Dực, Đổng Quyết, hợp quân giữ Kiếm Các kháng cự Chung Hội.
9. ^  Tư trị thông giám quyển 78 – Ngụy kỷ 10: Duy đến Thê, được sắc mệnh của Hán chúa, bèn lệnh cho quân đội bỏ hết binh khí, gởi cờ tiết cho Hồ Liệt, tự đi từ Đông Đạo cùng bọn Liêu Hóa, Trương Dực, Đổng Quyết đến gặp Hội đầu hàng.
10. ^  Trần Thọ trước, Bùi Tùng Chi chú – Tam quốc chí quyển 35, Thục thư 5 – Gia Cát Lượng truyện: Mùa xuân năm sau khi Thục phá, Quyết, Kiến đều đến kinh đô, cùng làm Tướng quốc tham quân; mùa thu năm ấy đều làm Tán kỵ thường thị, sai đi Thục úy lạo.

## TrongTam quốc diễn nghĩa
Quyết là nhân vật nhỏ trong tác phẩm, bắt đầu xuất hiện ở hồi 87, theo Gia Cát Lượng nam chinh.